# Juan de Dios Ibarra
Juan de Dios Ibarra Corral (ur. 17 lutego 1979 w Los Mochis) – meksykański piłkarz występujący na pozycji bramkarza.
Jego brat Pierre Ibarra również jest piłkarzem.

## Kariera klubowa
Ibarra jest wychowankiem klubu CF Monterrey, do którego seniorskiej drużyny został włączony po kilku latach występów w drugoligowych rezerwach – Real Saltillo. Początkowo pełnił jednak wyłącznie rolę rezerwowego dla doświadczonego Ricardo Martíneza i w meksykańskiej Primera División zadebiutował dopiero wskutek jego kontuzji, 10 lutego 2002 w wygranym 1:0 spotkaniu z Celayą. Od tamtego czasu przez kolejne kilka miesięcy pełnił rolę podstawowego golkipera zespołu, po czym ponownie został relegowany na ławkę rezerwowych przez nowego trenera Daniela Passerellę. W wiosennym sezonie Clausura 2003 zdobył z Monterrey swoje pierwsze mistrzostwo Meksyku; przez pierwszą połowę rozgrywek miał wówczas pewne miejsce między słupkami, aby później po raz kolejny zostać alternatywą dla Martíneza. W tym samym roku zajął również drugie miejsce w superpucharze Meksyku – Campeón de Campeones, zaś w jesiennym sezonie Apertura 2004 zanotował tytuł wicemistrza kraju, będąc jednak wówczas wyłącznie rezerwowym dla swojego rówieśnika i byłego kolegi z reprezentacji młodzieżowej – Christiana Martíneza.
Latem 2005 Ibarra przeszedł do ówczesnego mistrza Meksyku – zespołu Club América ze stołecznego miasta Meksyk. Tam spędził rok, lecz pełnił wyłącznie rolę alternatywy dla Guillermo Ochoi, regularnie występując natomiast w drugoligowej ekipie rezerw – Águilas de la Riviera Maya. Bezpośrednio po tym powrócił do CF Monterrey, jednak przez kolejne cztery lata nie trenował z pierwszą drużyną; przez dwa sezony występował w drugoligowych rezerwach, po czym był wypożyczany do drużyn z drugiej ligi meksykańskiej – kolejno na pół roku do Alacranes de Durango, na pół roku do Tampico Madero FC i na rok do Lobos BUAP z siedzibą w Puebli. W każdym z tych klubów miał pewne miejsce między słupkami. jednak nie zdołał zanotować większych osiągnięć. Do seniorskiego zespołu Monterrey powrócił w 2010 roku i przez kolejne kilka lat współtworzył prowadzoną przez Víctora Manuela Vuceticha najlepszą drużynę w historii klubu, odnoszącą sukcesy na arenie krajowej i międzynarodowej, pozostając jednak wyłącznie rezerwowym dla reprezentanta kraju Jonathana Orozco i zastępując go wyłącznie w okresach niedyspozycji.
W sezonie Apertura 2010 Ibarra wywalczył z Monterrey drugi w swojej karierze tytuł mistrza Meksyku, zaś w 2011 roku triumfował w najbardziej prestiżowych rozgrywkach północnoamerykańskiego kontynentu – Lidze Mistrzów CONCACAF. Kilka miesięcy później wziął natomiast udział w Klubowych Mistrzostwach Świata, podczas których jego drużyna zajęła piąte miejsce. W rozgrywkach Clausura 2012 osiągnął z Monterrey tytuł wicemistrza kraju, ponownie zwyciężył w północnoamerykańskiej Lidze Mistrzów, a także wystąpił na Klubowych Mistrzostwach Świata, gdzie tym razem jego zespół spisał się lepiej niż poprzednio, zajmując trzecią lokatę. W 2013 roku, wciąż pozostając drugim bramkarzem, po raz trzeci z rzędu wygrał Ligę Mistrzów CONCACAF i wziął udział w Klubowych Mistrzostwach Świata. Na marokańskich boiskach jego ekipa powtórzyła wynik sprzed dwóch lat i zajęła piąte miejsce w turnieju. Podczas sezonu Clausura 2016 zanotował z Monterrey tytuł wicemistrza Meksyku, bezpośrednio po tym odchodząc z klubu.
Latem 2016 Ibarra na zasadzie wolnego transferu przeniósł się do drużyny Puebla FC.

## Kariera reprezentacyjna
W marcu 1999 Ibarra został powołany przez szkoleniowca Jesúsa del Muro do reprezentacji Meksyku U-20 na Młodzieżowe Mistrzostwa Świata w Nigerii. Tam nie wystąpił jednak w żadnym z pięciu możliwych spotkań, będąc wyłącznie rezerwowym dla Christiana Martíneza. Jego drużyna, będąca jednym z najbardziej utalentowanych pokoleń meksykańskiej piłki – z graczami takimi jak Rafael Márquez, Gerardo Torrado czy Juan Pablo Rodríguez – w 1/8 finału rozgromiła Argentynę (4:1), jednak odpadła z młodzieżowego mundialu zaraz potem, w ćwierćfinale, przegrywając z późniejszym finalistą – Japonią (0:2).

## Statystyki kariery
| Monterrey    | 2001–2002 | Meksyk | Liga MX    | 13  | 0 | —  | — | —         | —  | — | 13  | 0 |
| Monterrey    | 2002–2003 | Meksyk | Liga MX    | 13  | 0 | —  | — | —         | —  | — | 13  | 0 |
| Monterrey    | 2003–2004 | Meksyk | Liga MX    | 6   | 0 | —  | — | LMC       | 4  | 0 | 10  | 0 |
| Monterrey    | 2004–2005 | Meksyk | Liga MX    | 8   | 0 | —  | — | LMC       | 4  | 0 | 12  | 0 |
| Club América | 2005–2006 | Meksyk | Liga MX    | 1   | 0 | —  | — | —         | —  | — | 1   | 0 |
| Monterrey    | 2006–2007 | Meksyk | Liga MX    | 0   | 0 | —  | — | —         | —  | — | 0   | 0 |
| Monterrey    | 2007–2008 | Meksyk | Liga MX    | 0   | 0 | —  | — | —         | —  | — | 0   | 0 |
| Alacranes    | 2008–2009 | Meksyk | Ascenso MX | 15  | 0 | —  | — | —         | —  | — | 15  | 0 |
| Tampico      | 2008–2009 | Meksyk | Ascenso MX | 16  | 0 | —  | — | —         | —  | — | 16  | 0 |
| BUAP         | 2009–2010 | Meksyk | Ascenso MX | 36  | 0 | —  | — | —         | —  | — | 36  | 0 |
| Monterrey    | 2010–2011 | Meksyk | Liga MX    | 3   | 0 | —  | — | LMC       | 3  | 0 | 6   | 0 |
| Monterrey    | 2011–2012 | Meksyk | Liga MX    | 1   | 0 | —  | — | LMC       | 2  | 0 | 3   | 0 |
| Monterrey    | 2012–2013 | Meksyk | Liga MX    | 5   | 0 | —  | — | LMC       | 4  | 0 | 9   | 0 |
| Monterrey    | 2013–2014 | Meksyk | Liga MX    | 5   | 0 | 13 | 0 | KMŚ       | 1  | 0 | 19  | 0 |
| Monterrey    | 2014–2015 | Meksyk | Liga MX    | 4   | 0 | 12 | 0 | —         | —  | — | 16  | 0 |
| Monterrey    | 2015–2016 | Meksyk | Liga MX    | 2   | 0 | 8  | 0 | —         | —  | — | 10  | 0 |
| Puebla       | 2016–2017 | Meksyk | Liga MX    | 0   | 0 | 0  | 0 | —         | —  | — | 0   | 0 |
| Ogółem       | Ogółem    | Ogółem | Ogółem     | 128 | 0 | 33 | 0 | LMC + KMŚ | 18 | 0 | 179 | 0 |

Legenda:
- LMC – Liga Mistrzów CONCACAF
- KMŚ – Klubowe Mistrzostwa Świata